# Feiertage in der Slowakei
In der Slowakei gibt es staatliche und christliche Feiertage. Die religiösen Feiertage decken sich mit Feiertagen in anderen christlichen Ländern. Von den staatlichen Feiertagen entspricht der 1. Mai internationalen Gepflogenheiten. Der 28. Oktober und der 17. November werden auch in Tschechien begangen. Außer dem 28. Oktober sind alle Feiertage auch Ruhetage.
| Datum (Jahr)             | Deutsche Bezeichnung                                                       | Slowakische Bezeichnung                                                | Anmerkungen |
| ------------------------ | -------------------------------------------------------------------------- | ---------------------------------------------------------------------- | --- |
| 1. Januar (1993)         | Tag der Entstehung der Slowakischen Republik                               | Deň vzniku Slovenskej republiky                                        | Entstehung der unabhängigen Slowakei durch die Auflösung der Tschechoslowakei |
| 6. Januar                | Epiphanias (Dreikönigsfest und Weihnachtsfeiertag der orthodoxen Christen) | Zjavenie Pána (Traja králi a vianočný sviatok pravoslávnych kresťanov) | religiöser Feiertag |
| März–April               | Karfreitag                                                                 | Veľký piatok                                                           | religiöser Feiertag |
| März–April               | Ostermontag                                                                | Veľkonočný pondelok                                                    | religiöser Feiertag |
| 1. Mai (1886)            | Tag der Arbeit                                                             | Sviatok práce                                                          | Streik und Massendemonstrationen von Arbeitern in Chicago in den USA |
| 8. Mai (1945)            | Tag des Sieges über den Faschismus                                         | Deň víťazstva nad fašizmom                                             | Ende des Zweiten Weltkriegs; früher am 9. Mai gefeiert |
| 5. Juli (863)            | Feiertag der Hl. Kyrill und Method                                         | Sviatok svätého Cyrila a Metoda                                        | religiöser Feiertag; Ankunft der beiden Slawenapostel im Großmährischen Reich |
| 29. August (1944)        | Jahrestag des Slowakischen Nationalaufstands                               | Výročie SNP                                                            | Aufstand der Slowaken gegen das nationalsozialistische Deutschland |
| 1. September (1992)      | Tag der Verfassung der Slowakischen Republik                               | Deň Ústavy Slovenskej republiky                                        | Verabschiedung der Verfassung der künftigen unabhängigen Slowakei in Bratislava |
| 15. September            | Feiertag der Muttergottes von den Sieben Schmerzen, Patronin der Slowakei  | Sviatok Panny Márie Sedembolestnej, patrónky Slovenska                 | religiöser Feiertag; die Hl. Maria ist eine Patronin der Slowakei |
| 28. Oktober (1918)       | Tag der Entstehung des unabhängigen tschechoslowakischen Staates           | Deň vzniku samostatného česko-slovenského štátu                        | Ausrufung der Ersten Tschechoslowakischen Republik in Prag, kein Ruhetag |
| 1. November              | Allerheiligen                                                              | Sviatok všetkých svätých                                               | religiöser Feiertag |
| 17. November (1989/1939) | Tag des Kampfes für Freiheit und Demokratie                                | Deň boja za slobodu a demokraciu                                       | Erinnert an die Studentendemonstrationen gegen das NS-Regime von 1939 sowie vor allem an die Demonstration von 1989 in Prag, die die Samtene Revolution in der Tschechoslowakei einleitete |
| 24. Dezember             | Heiligabend                                                                | Štedrý deň                                                             | religiöser Feiertag |
| 25. Dezember             | 1. Weihnachtsfeiertag                                                      | 1. sviatok vianočný                                                    | religiöser Feiertag |
| 26. Dezember             | 2. Weihnachtsfeiertag                                                      | 2. sviatok vianočný                                                    | religiöser Feiertag |